# Angelo Rosa Uliana
Angelo Rosa Uliana (fl. XIX secolo) è stato un militare italiano, Brigadiere dell'Arma dei Carabinieri, insignito della medaglia d'oro al valor civile.